# サロトロセルクス
サロトロセルクス（Sarotrocercus、またはサロトロケルクス）は、約5億年前のカンブリア紀に生息した化石節足動物の一属。楕円形の体に大きな眼と箒のような尾をもつ、カナダのバージェス頁岩で見つかった Sarotrocercus oblitus という1種のみによって知られている。

## 名称
原記載（Whittington 1981）では特記されていないが、学名「Sarotrocercus」はギリシャ語の「sarotes」（掃き手）と「kerkops」（尾）の合成語であり、本属の箒に似た尾に因んで名付けられたと考えられる。模式種（タイプ種）の種小名「oblitus」（原記載では「oblita」）はラテン語で「忘れられた」を意味し、これはかつて本種の化石標本が、別種類に由来と誤解釈されたこと（後述）に因んでいたと考えられる。
本属の学名は一部の和書に「Sarotorocercus」と誤表記された場合がある。

## 化石
サロトロセルクスは希少な化石節足動物であり、カナダブリティッシュコロンビア州のバージェス頁岩（バージェス動物群、カンブリア紀ウリューアン期、約5億1,000万 - 5億500万年前）で見つかった7つの化石標本のみによって知られている（原記載では9つとされるが、そのうちの2対（UNSM 144890 と 272171、272143 と 275539）は同一標本の片割れである）。ほとんどは背面の外骨格（背甲と背板）のみ顕著に見られ、腹面の構造（眼・付属肢など）はごく一部の化石標本で局部のみ発見される。化石標本はアメリカの国立自然史博物館（National Museum of Natural History）に所蔵される。

## 形態

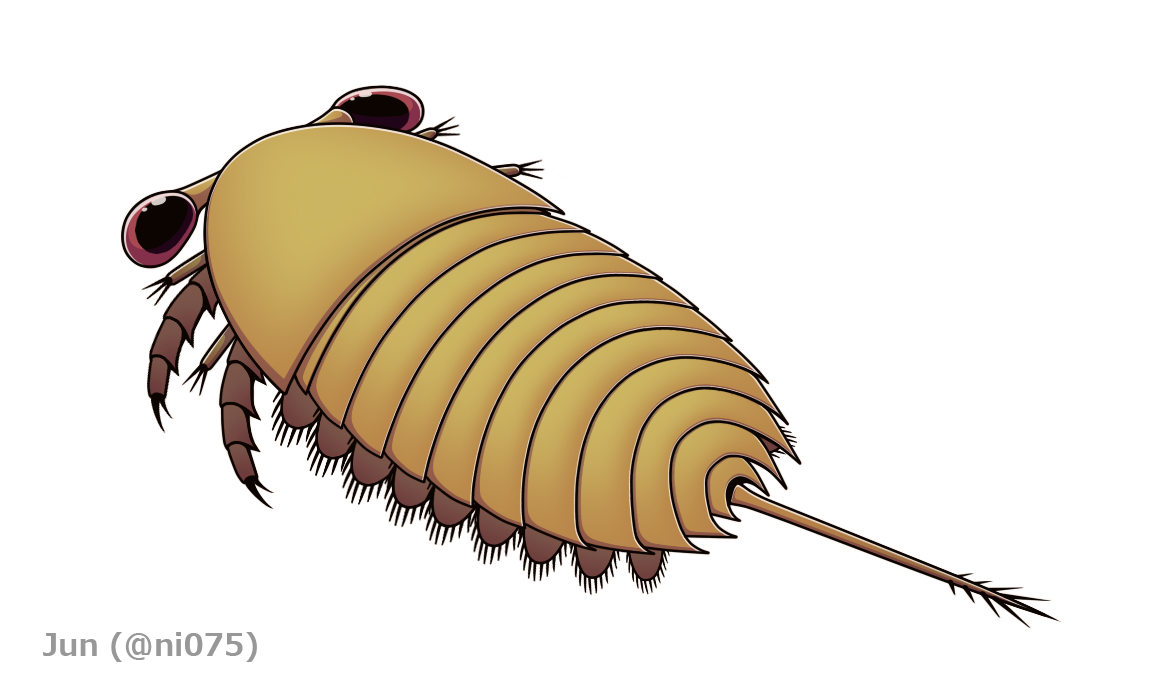
Sarotrocercus oblitus の全身復元図
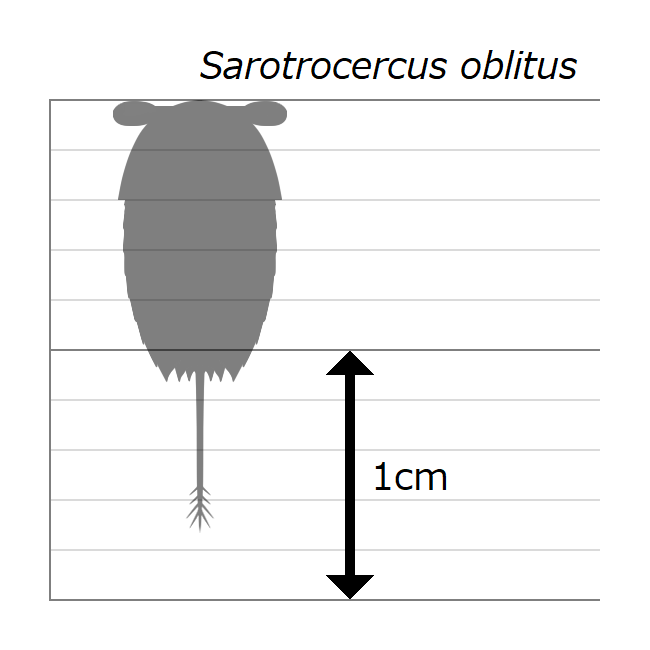
同種のサイズ測定図

尾を除いて体長 0.85cm から 1.1cm の小型節足動物である。体は上下にやや平たい楕円形で頭部と胴部に分かれ、付属肢（関節肢）は全て腹面に隠れている。モラリアに似ているが、大きな眼と箒のような尾から区別できる。

### 頭部
頭部（head）は1枚の背甲に覆われ、前後より少し左右に幅広い。背甲は特に顕著な突起物はなく、前縁は丸みを帯びている。腹側は先頭から眼柄で突出した1対の大きな複眼、中央に1枚のハイポストーマ（hypostome）、および2対の付属肢がある。頭部付属肢はいずれも外肢（exopod）と内肢（endopod）をもつ二叉型だが、基部の構造は不明。外肢は先端に3本の刺毛（setae）があって細短い。内肢はやや頑丈で少なくとも4節の肢節が確認され、そのうち最初の3節は各先端の内側に1本の棘、最終肢節は先端に大小の爪に似た2本の刺毛がある。ハイポストーマの直前にあるはずの先頭の付属肢（触角など）は見当たらないため、化石に保存されないほど退化的、もしくは完全に退化消失していたと考えられる。
これによると、サロトロセルクスの頭部は、少なくとも4節の体節の癒合でできた合体節であると考えられる（眼をもつ先節、触角が退化的な第1体節、および2対の二叉型付属肢に対応する第2-3体節）。

### 胴部
胴部（trunk）は10-11節の胴節が含まれ、それぞれの背面は1枚の背板（tergite）に現れるが、第1胴節は常に頭部の背甲に覆われて目立たない。胴部の横幅は第1胴節が頭部より少し狭く、第2-4胴節は頭部と同じ程度、それ以降の胴節は後方ほど狭くなりながら、左右の出っ張り（tergopleurae）は後ろ向きに湾曲する。最終胴節は明らかに小さく、直後に1本の箒のような尾節（telson）が続く。尾節は胴部より少し短いほど細長く、先端は後方ほど発達した9本の棘がある。
少なくとも最終2節以外の胴節はそれぞれの腹側に1対の付属肢をもつが、縁に十数本の刺毛が並んだ鰭状の外肢のみ知られ、内肢の有無は不明。

### 成長段階
サロトロセルクスの化石標本から、少なくとも2つの成長段階を表した個体が確認される。体長1cmを満たさない小型個体（stage I）は胴部が10節で、頭部は大型個体より前後に短縮する。体長1cmを超える大型個体（stage II）は胴部が11節で、頭部は小型個体より前後に長い。なお、サロトロセルクスの知られる化石標本数は少ないため、大型個体は最終の成長段階（成体）を表しているのかどうかは判断できない。

## 生態
底生性の可能性もあるが、サロトロセルクスは一般に遊泳性であったとされる。2010年代以前の文献では、サロトロセルクスは遠海性で背泳ぎの懸濁物食/濾過摂食者と解釈されていたが、Haug et al. 2011 以降では頭部付属肢の捕獲用の構造（内側の棘など）が判明したことにより、サロトロセルクスはむしろ海底の近くで活動し、2対の頭部付属肢でそこから餌を捕獲した可能性の方が高い。

## 分類と復元史

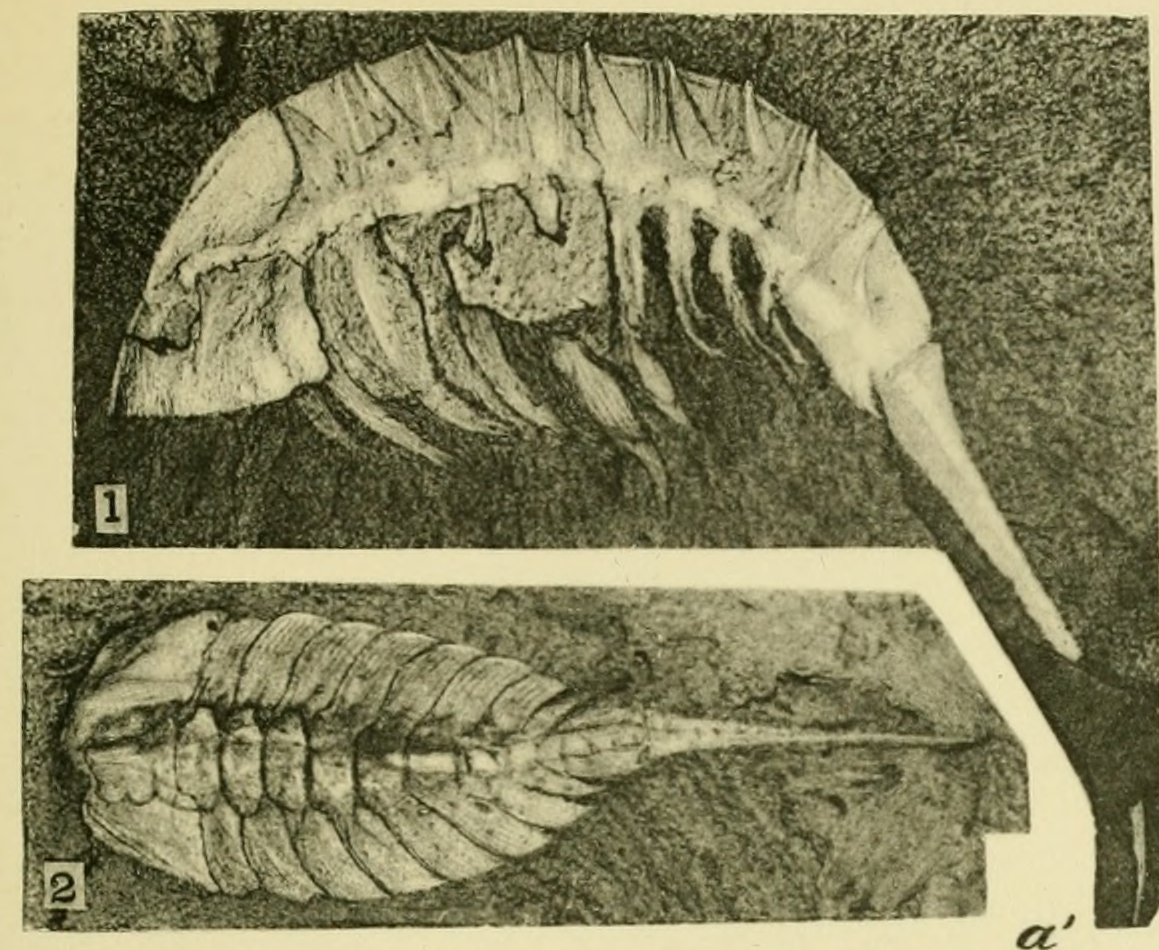
モラリアの化石標本。サロトロセルクスの化石標本は、かつてこの種類によるものと考えられた。

サロトロセルクスの化石標本は、最初では同じくバージェス頁岩に分布する節足動物であるモラリアの種（Molaria spinifera）に由来すると誤解釈されていた。これは Whittington 1981 で区別がなされ、新属新種 Sarotrocercus oblita として命名された（種小名「oblita」は、後に Haug et al. 2011 で「oblitus」へと改訂された）。
しかし、Whittington 1981 でのサロトロセルクスの形態の記載と復元は、簡略で暫定的なものである。この頃のサロトロセルクスの頭部は、8節に分かれた先頭の付属肢と、胴部のものに同型の付属肢をそれぞれ1対をもつとされ、胴部は9節のみ含まれ（尾節直前の短縮した節は胴節扱いされない）、各胴節の付属肢は付け根が横に幅広い櫛状構造と解釈された。これによると、サロトロセルクスの頭部に含まれる体節数は3節（先節+付属肢のある2節）で一般の節足動物（5節以上）より少なく、胴部付属肢の形も節足動物として異様である。なお、この解釈は暫定的であるにもかかわらず、2000年代にかけて、節足動物の頭部や付属肢の起源と進化に関する議論で、サロトロセルクスは幾つかの文献にそれを示唆する原始的な種類として列挙された。
Whittington 1981 から30年後、サロトロセルクスは Haug et al. 2011 で再記載され、Whittington 1981 の復元における幾つかの特徴は、次の通りに更新がなされていた：
- 8節に分かれた1対の頭部付属肢 → 内肢が4節に分れた2対の頭部付属肢の見間違い
- 胴部のものに同型の2対目の頭部付属肢 → 頭部に覆われる第1胴節の付属肢の見間違い
- 胴部付属肢は付け根が横に幅広い櫛状構造 → 胴節の下に折りたたんだ鰭状の外肢とその刺毛の見間違い
- 胴部は9節 → 胴部は10-11節（第1胴節は頭部に覆われ、尾節直前の「短縮した節」は最終胴節であり、「9節」はそれ以外の目立った第2-10胴節の見間違い）

その他にも、眼柄の直後に1枚のハイポストーマがある・頭部付属肢は短い外肢がある・胴節数は成長段階によって異なるなど、今まで記載されなかった特徴を幾つか判明し、その生態に対して新しい解釈も与えられた（上述参照）。これによると、サロトロセルクスは Whittington 1981 の復元より節足動物として典型的であり（頭部に含まれる体節数は少なくとも4節で一般的な節足動物に近い、胴部付属肢は節足動物において一般的な外肢をもつ）、類縁関係ははっきりしないが、少なくとも2000年代の文献記載に考えられるほど原始的な種類ではない。
サロトロセルクス（サロトロセルクス属 Sarotrocercus）は模式種（タイプ種）である Sarotrocercus oblitus のみ含め、所属する綱・目・科などの上位分類群は未定。